# Paquete de simulación Vienna Ab initio
El paquete de simulación Vienna Ab initio, más conocido como VASP (por sus siglas en inglés Viena Ab initio Simulation Package), es un paquete para realizar cálculos mecánico cuánticos de primeros principios utilizando pseudopotenciales de Vanderbilt o el método de proyector de ondas aumentadas y un conjunto base de ondas planas. La metodología principal es la teoría del funcional de la densidad, pero  también permite el uso de métodos que implementan  correcciones a la teoría del funcional de la densidad, como funcionales híbridos que mezclan la teoría del funcional de la densidad y la energía de intercambio calculada con el método de  Hartree-Fock (por ejemplo, HSE, PBE0 o B3LYP ), teoría de perturbaciones de muchos cuerpos (el método GW ) y correlaciones electrónicas dinámicas dentro de la aproximación de fase aleatoria (RPA) y MP2 .
Originalmente, VASP se basó en el código fuente escrito por Mike Payne (entonces en el MIT ), el cual también fue la base del paquete de simulación CASTEP . Luego continuó su desarrollo en la Universidad de Viena, Austria, en julio de 1989 por Jürgen Hafner . El programa principal fue escrito por Jürgen Furthmüller, quien se unió al grupo en el Institut für Materialphysik en enero de 1993, y Georg Kresse. VASP se encuentra en desarrollado actualmente por Georg Kresse. Las mejoras recientes incluyen la extensión de los métodos utilizados con mayor frecuencia en química cuántica molecular para sistemas periódicos. Actualmente, VASP es utilizado por más de 1400 grupos de investigación tanto en el ámbito académico como en el ámbito industrial en todo el mundo. Dichos grupos de investigación tienen acuerdos de licencia de software con la Universidad de Viena.
La última versión de VASP es la 6.3.1, la cual fue liberada el 5 de mayo de 2022.